# 사라의 눈물
《사라의 눈물》은 1985년 4월 7일에 MBC TV에서 방영되었던 베스트셀러극장이다.

## 출연
- 김동현
- 서갑숙
- 송옥숙
- 전운